# 2023년 상무 피닉스 야구단 시즌
2023년 상무 피닉스 야구단 시즌은 상무 야구단이 KBO 퓨처스리그에 참가한 23번째 시즌이다. 박치왕 감독이 팀을 이끌었다. 팀은 남부리그 6팀 중 1위에 올라 12년 연속으로 리그 우승을 차지했으며, 전체 11팀 중 승률 1위를 기록했다.

## 타이틀
- 아시아 프로야구 챔피언십 은메달: 박승규
- 타석: 나승엽 (377)
- 득점: 천성호 (69)
- 안타: 천성호 (104)
- 볼넷: 나승엽 (70)
- 출루율: 천성호 (0.438)
- 다승: 김현수, 이승민 (9)
- 세이브: 조병현 (17)
- 이닝: 이승민 (105.2)
- 탈삼진: 이승민 (85)
- 최소 피안타: 송승기 (59)
- 최소 볼넷 허용: 김태경 (18)
- 최소 자책점: 김태경, 송승기 (22)
- 남부리그 타율: 천성호 (0.350)
- 남부리그 최소 피홈런: 송승기 (4)

## 선수단
- 선발투수: 이승민, 김현수, 김태경, 송승기, 임준형
- 구원투수: 이재희, 정우준, 박주혁, 김인범, 허준혁, 김택형, 박동수, 송재영, 박주성, 장민기, 조요한, 장지훈, 전영준, 이강준, 김건우
- 마무리투수: 조병현
- 포수: 허인서, 장규현, 박성재
- 내야수: 나승엽, 천성호, 구본혁, 심우준, 이영빈, 박민, 권동진, 한태양, 정민규, 이해승, 이주형
- 외야수: 박승규, 추재현, 변상권, 김재혁, 조세진

## 여담
- 시즌 후 처음으로 KBO 퓨처스 교육리그에 참가했다.

## 같이 보기
- 2024년 상무 피닉스 야구단 시즌